# Celatoria diabroticae
Celatoria diabroticae là một loài ruồi trong họ Tachinidae.